# Distrito de Patibamba
El distrito peruano de Patibamba es un distrito de la provincia de La Mar, al noreste del departamento de Ayacucho.

## Historia
Fue creado mediante la Ley N° 31138 por aprobación del Congreso de la República y publicado en el diario oficial El Peruano, durante el gobierno del presidente Francisco Sagasti en 2021.